# Bugatti Tipo 41 Royale
La Tipo 41 Royale è un'automobile di gran lusso prodotta dalla casa automobilistica Bugatti in soli sei esemplari dal 1929 al 1933.

## Presentazione

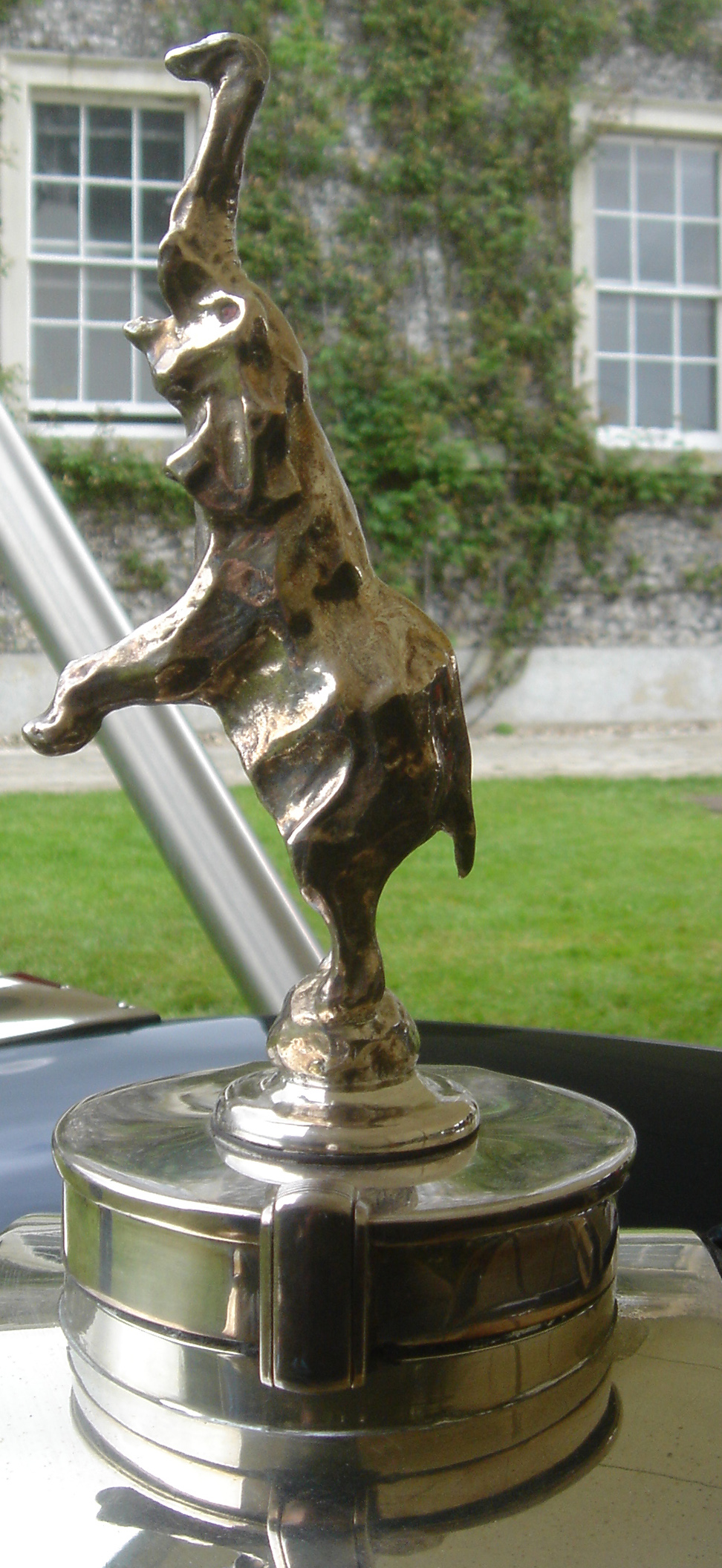
Rembrandt Bugatti
Elefante che danza
Bugatti 41 Royale

La Type 41 è unanimemente considerata come una delle vetture più prestigiose di sempre: imponente, lussuosa ed equipaggiata con uno dei motori automobilistici più grandi di tutti i tempi. Ettore Bugatti progettò questa vettura pensando di venderla solamente a una ristrettissima categoria di persone, in particolare re o principi, quindi per questo motivo l'auto venne immediatamente soprannominata Royale o Golden Bugatti.
Tuttavia la Royale non ebbe un gran seguito, anzi, durante l'intero arco produttivo a partire dal 1927, vennero costruite solo sei vetture, delle quali la metà rimase agli stessi Bugatti. Ognuno di questi esemplari era carrozzato con un tipo diverso di carrozzeria. Inoltre, oltre ai sei esemplari ufficialmente realizzati, ve ne fu un settimo che in realtà non era una vera Tipo 41, ma una replica della Royale Roadster realizzata originariamente per Armand Esders, magnate della moda vissuto in quegli anni. 
Indipendentemente dalla carrozzeria, tutte le Royale montavano una stauetta che riproduceva un elefante ritto sulle zampe posteriori. La statuetta era opera di Rembrandt Bugatti, fratello di Ettore, scultore e morto suicida anni prima. E la consegna di un esemplare di Royale era una vera e propria cerimonia, con il patron della casa di Molsheim che consegnava la statuetta direttamente nelle mani del nuovo proprietario.
Ettore Bugatti contava di produrre almeno venticinque esemplari della Royale, ma il prezzo elevato e la sfavorevole congiuntura economica in cui il mondo intero venne a trovarsi alla fine degli anni '20 del XX secolo fecero rinunciare all'acquisto non solo molti dei facoltosi personaggi dell'epoca, ma persino i monarchi a cui la vettura era principalmente destinata. 

Per questo la produzione fu limitata a soli sei esemplari. Il primo esemplare venne venduto solo nel 1932, mentre il sesto venne venduto a prezzo ridotto solo una ventina di anni dopo.
Fra il 1932 ed il 1939, partì comunque la produzione di tutta la serie di motori destinato ad equipaggiare la Royale, ma che furono destinati ad un utilizzo ferroviario per le motrici Bugatti ad alta velocità, attive fra il 1932 ed il 1958. Questa applicazione consentì alla casa di Molsheim di rifarsi dall'insuccesso commerciale di questa vettura.
Nonostante questo la Royale è rimasta senza dubbio una delle Bugatti più iconiche di sempre, in grado di consacrare il nome di Ettore Bugatti fra i grandi costruttori di auto di prestigio. Per questo, delle Bugatti Tipo 41 si è detto negli anni che sono state allo stesso tempo il migliore e il peggiore investimento del patron della casa di Molsheim.

### Origini e debutto dellaRoyale

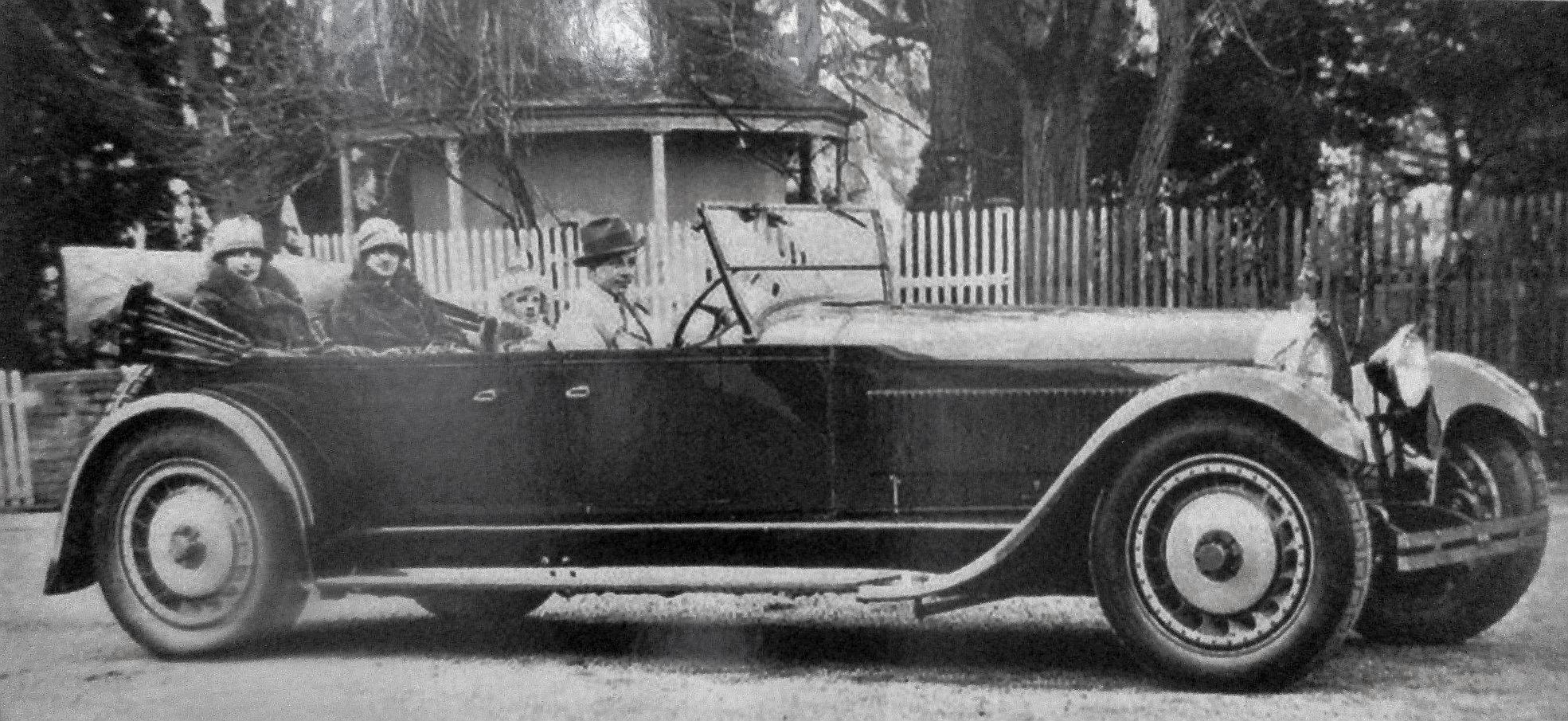
Il primo prototipo della Tipo 41, con carrozzeria torpedo di origine Packard

Ettore Bugatti fu una persona visionaria, con molti progetti in cantiere e molti sogni da realizzare. Tra questi, quella di costruire l'auto più bella, elegante, maestosa, imponente, lussuosa ed esagerata mai vista fino a quel momento. Una vettura esclusivissima e destinata a monarchi e alle più facoltose personalità del mondo dell'imprenditoria e della finanza. Un simile progetto avrebbe richiesto investimenti altrettanto ingenti, ma Ettore Bugatti sapeva che avrebbe potuto contare sulle generose entrate derivanti dai successi nelle competizioni, che dal 1925 fino alla fine del decennio si rivelarono numerosi grazie alla validità agonistica di una vettura come la Tipo 35 e delle sue derivate. Nel 1926 venne approntato il primo telaio, destinato ad un prototipo di Tipo 41 che Ettore Bugatti volle testare di persona partendo per una serie di viaggi attraverso l'Europa occidentale. Tale telaio era caratterizzato dal passo di ben 4,57 metri, era mosso da un motore ad 8 cilindri in linea della cilindrata di ben 14.726 cm3 (data da misure di alesaggio e corsa pari a 125 x 150 mm) ed era "vestito" provvisoriamente con una carrozzeria torpedo di origine Packard, tanta era la fretta e l'impazienza del patron di provarla. Prima di partire per questa serie di viaggi, il prototipo venne presentato ad alcuni selezionati esponenti della stampa dell'epoca, che ebbero anche modo di fare una breve prova del mezzo, durante la quale Ettore Bugatti dichiarò che la vettura era in grado di erogare una potenza massima stimata di 300 CV. Durante la serie di viaggi a cui la vettura fu destinata, che si protrasse per un paio di anni, il prototipo della Tipo 41 passò attraverso le Alpi svizzere toccando Milano (fra le cui strade il traffico si paralizzò per osservare il passaggio dell'imponente prototipo), diverse località del Massiccio Centrale e dei Pirenei, per arrivare infine a San Sebastián, in Spagna. In un'occasione passò persino per il Nürburgring, in Germania. Questa serie di viaggi servì al patron della Bugatti per stabilire le eventuali migliorie e cambiamenti da apportare al telaio, al motore e alla meccanica.

### Caratteristiche

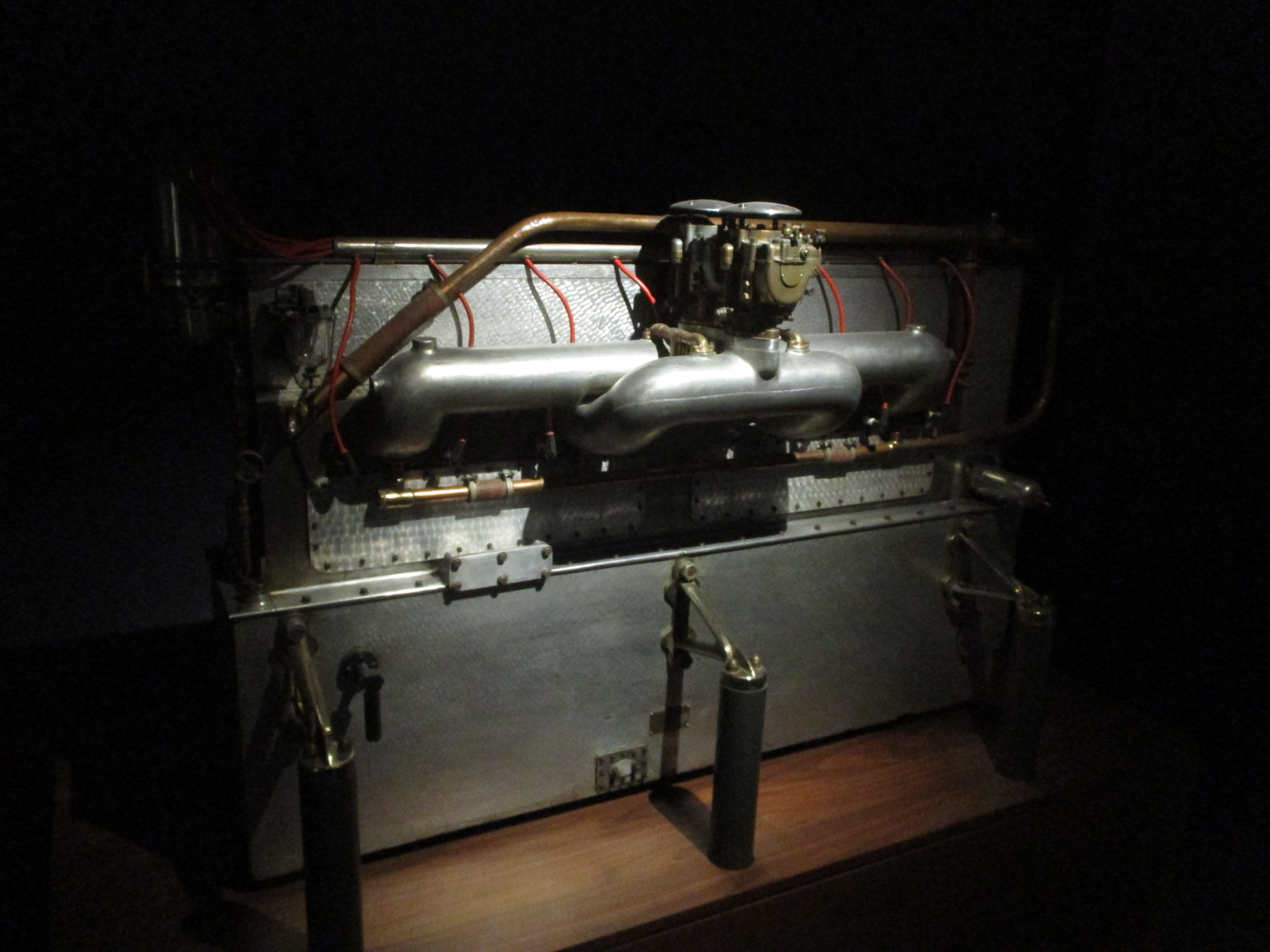
Vista di un motore 8 cilindri della Bugatti Royale

La Tipo 41 era una vettura enorme, in grado di far impallidire le più prestigiose vetture dell'epoca, tra cui le Mercedes e le Rolls-Royce. Durante la messa a punto finale, che come si è detto comportò anche modifiche sostanziali rispetto al prototipo iniziale, l'interasse del telaio venne ridotto a 4,318 metri, così come le carreggiate, che passarono da 1,65 a 1,6 metri. Anche il motore subì una riduzione di cilindrata: utilizzando un albero a gomiti con manovelle da 130 mm di corsa anziché 150 mm, si ottenne una cilindrata complessiva di 12.763 cm3. A parte questo valore, già notevole di per sé, colpiscono anche gli ingombri stessi del motore, che era lungo 1,4 metri e alto 1,1. Si trattava di un motore di derivazione aeronautica con testata unita al monoblocco, distribuzione monoalbero in testa e tre valvole per cilindro. L'alimentazione era affidata ad un solo carburatore doppio corpo, l'accensione era a doppia candela e la potenza massima erogabile rimase invece immutata a 300 CV come nel prototipo a passo lungo.
La meccanica telaistica era di tipo più tradizionale, anche se ovviamente adeguata agli ingombri e alla massa di questo "incrociatore da strada", che a vuoto pesava quasi 3.200 kg e che da un paraurti all'altro misurava ben 6 metri (è stato inoltre rilevato che dal volante al paraurti anteriore passano ben quattro metri). E così sia davanti che dietro si ritrovano le soluzioni classiche del periodo, con schemi ad assale rigido, molle a balestra semiellittica davanti e a quarto d'ellisse dietro; stesso discorso per l'impianto frenante, a quattro tamburi con comando a cavo. E proprio a proposito dell'impianto frenante, vale la pena menzionare le enormi dimensioni dei tamburi, il cui diametro era di ben 455 mm. Una scelta opportuna per una vettura di tali dimensioni e massa, per la quale il costruttore alsaziano aveva dichiarato una velocità massima di 200 km/h. Completava il quadro tecnico generale un cambio a 3 sole marce.

### Le sei Royale ufficiali... anzi otto
Le sei Bugatti Tipo 41 Royale costruite ufficialmente dalla Casa francese condividevano lo stesso telaio e lo stesso propulsore, ma furono dotate di sei differenti tipi di carrozzeria. Addirittura una delle sei Bugatti ha avuto due differenti carrozzerie durante la sua storia. Di seguito, caratteristiche e cenni storici di queste vetture. Oltre a queste sei Tipo 41 "ufficiali", ve ne furono altre due, entrambe delle repliche: una riproduce il famoso prototipo a passo lungo di cui già si è fatto cenno in precedenza e che verrà descritto meglio in seguito. L'altra è invece la ricostruzione fedele di una Tipo 41, quella che cambiò carrozzeria, e di cui questa replica ripropose invece la carrozzeria originaria.

#### Autotelaio n. 41.100 - Coupé Napoléon

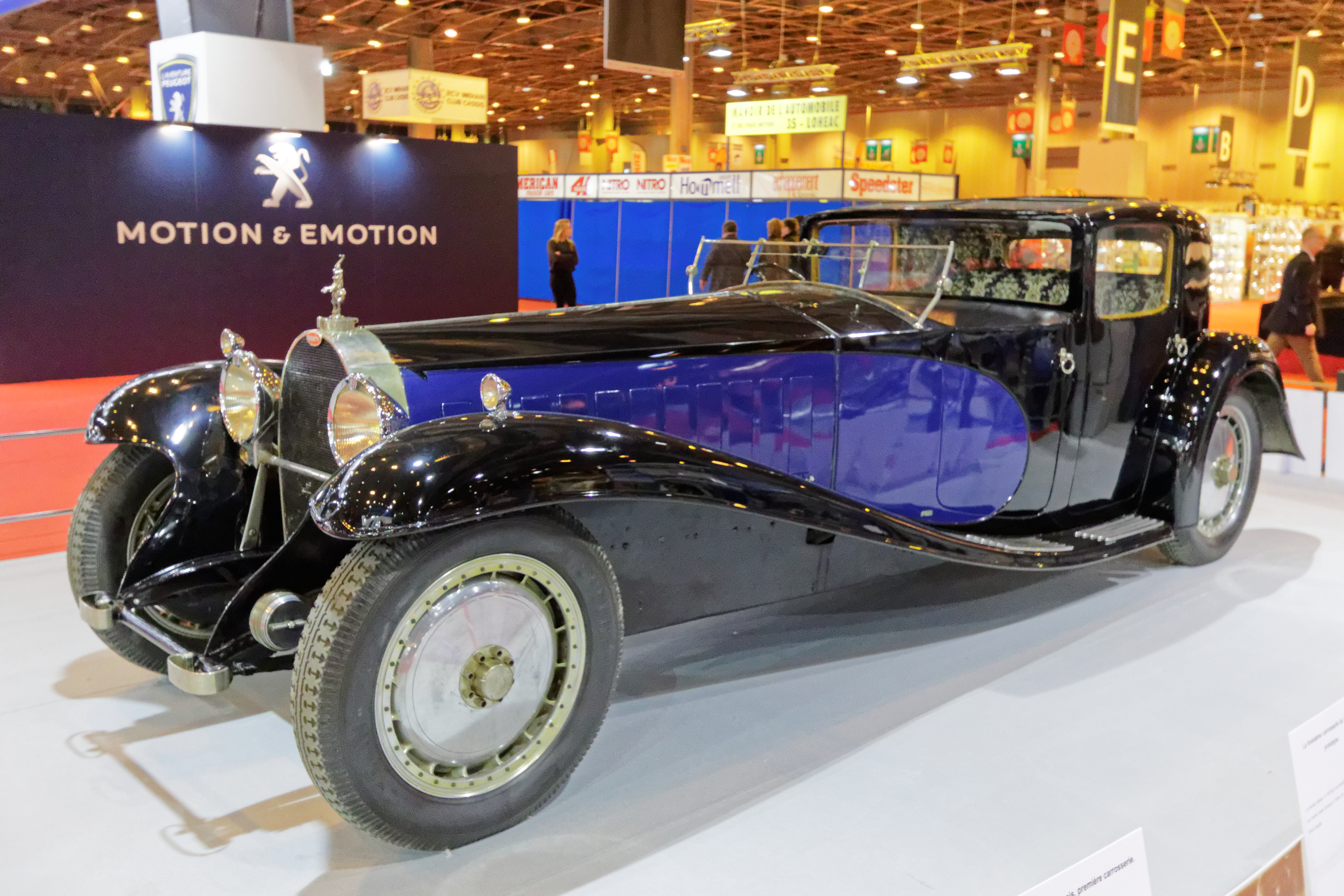

Delle sei Royale ufficiali, la Coupé Napoléon fu la prima in ordine numerico di telaio, ma non la prima in ordine cronologico: questa stranezza trova spiegazione nel fatto che la sua origine è legata a doppio filo al prototipo originario a passo lungo. Questo prototipo recava già di per sé il numero di telaio 41.100. Poi avvenne l'incidente del 1931 con Ettore Bugatti vittima di un colpo di sonno: a quel punto, il numero di serie del telaio originale fu riutilizzato per costruirne uno nuovo che sarebbe stato carrozzato come Coupé Napoléon. Questo telaio non aveva però le stesse caratteristiche del telaio originario del prototipo, ma quelle tipiche delle altre Tipo 41 che nel frattempo venivano assemblate con il contagocce, e cioè con interasse di 4,318 metri e motore da 12,8 litri, oltre alle carreggiate leggermente ridotte. Per questo motivo, secondo alcuni storici anche il prototipo è da considerarsi come facente parte della produzione, mentre altri storici sono di opinione opposta. La Coupé Napoleon è di fatto una coupé De Ville con carrozzeria bicolore nera e blu, dotata di tetto vetrato ed interni in velluto blu, che all'epoca era di maggior pregio rispetto al rivestimento in pelle. Per molti anni fu la vettura privata dello stesso Ettore Bugatti, non essendo riuscito a venderla a nessuno. Allo scoppio della Seconda Guerra Mondiale, la Coupé Napoléon venne murata assieme ad altri due esemplari invenduti (la Berline de Voyage e la coach Kellner) all'interno del castello di Ermenonville, all'epoca la dimora della famiglia Bugatti, affinché non venisse trovata e requisita dai nazisti. La vettura tornò a vedere la luce alla fine del conflitto, nuovamente fra le mani di Ettore Bugatti. Oggi la stessa vettura si trova alla Cité de l'automobile di Mulhouse, in Francia dopo aver fatto parte della collezione dei fratelli Schlumpf.

#### Autotelaio n. 41.111 - Coupé De Ville Binder
La storia della Coupé de ville Binder è assai controversa: è l'unica Bugatti delle sei ufficialmente prodotte ad aver avuto due carrozzerie nel corso della sua storia. Nacque come roadster, in particolare, fu la vera, originale roadster del magnate della moda Armand Esders, quella a cui si sarebbero ispirati in seguito i ricchissimi fratelli Schlumpf per realizzarne una replica perfetta che sarebbe divenuta nota come "la settima Royale". Esders fu il primo a ordinare una Royale: siamo nel 1932, ossia ben sei anni dopo che Ettore Bugatti diede il via agli ordini. Anche questo fu un piccolo record per la vettura francese, non proprio dei migliori, ma dà un'idea del livello di esclusività del modello in generale, indipendentemente dall'esemplare di cui si sta parlando. Tra le caratteristiche di questo esemplare va senz'altro menzionata l'assenza di fari, giustificata dal primo proprietario con il fatto che lui non guidava mai di notte. Stilisticamente la vettura appare molto simile alla Tipo 55, altra roadster della casa di Molsheim. Oltretutto, essendo nata anch'essa nel 1932, alcuni storici pongono l'interrogativo su quale dei due modelli abbia influenzato stilisticamente l'altro. In ogni caso entrambi furono disegnati da Jean Bugatti.
Nel 1938 fu venduta ad un politico francese che la fece ricarrozzare come coupé De Ville dal carrozziere Binder e la fece addirittura blindare utilizzando lamiere molto più spesse. Questa nuova carrozzeria era simile a quella della Coupé Napoléon ed aveva una livrea bicolore blu e grigia. A partire dal 1948 la vettura cambiò numerosi proprietari, fino al 1986, anno in cui fu acquistata da un ricco californiano, mentre nel 1999 divenne di proprietà del gruppo Volkswagen che la utilizza per manifestazioni ed eventi promozionali del brand Bugatti, anch'esso attualmente di proprietà del gruppo tedesco.

#### Autotelaio n. 41.121 - Cabriolet Weinberger
Delle sei Royale ufficiali è stata forse quella più oltraggiata dai suoi proprietari. Inizialmente era una cabriolet a quattro/cinque posti con una elegantissima livrea nera e con capote color salmone. Fu acquistata nel 1932 da un ricchissimo medico tedesco, Joseph Fuchs, il che fa di questo esemplare il primo ad essere venduto ad un cliente straniero. La carrozzeria fu firmata da Ludwig Weinberger, un noto carrozziere di Monaco. Nel complesso, il disegno della sua carrozzeria ricordava da vicino la roadster di Esders, ma le differenze erano visibili e si concentravano quasi esclusivamente nella zona centrale (portiere più grandi e dal taglio differente, parabrezza e superfici vetrate laterali più basse, capote più ampia ed estesa verso la coda, ecc) e in quella posteriore (diverso disegno dell'alloggiamento della capote, baule posteriore, ecc). Anche nella zona anteriore vi furono alcune leggere differenze, come il disegno dei parafanghi, leggermente più avvolgente che non nella roadster di Esders. Con questa vettura, il proprietario si trasferì dapprima in Svizzera, successivamente a Shanghai ed infine, nel 1937, negli Stati Uniti, a causa delle crescenti tensioni internazionali create dal regime nazista di Adolf Hitler.
Nel 1943 la vettura, in stato di disuso, fu venduta all'allora vicepresidente della General Motors C.A. Chayne, che cominciò a restaurarla. Ma il nuovo proprietario apportò modifiche di sapore troppo americano, che possono far gridare al sacrilegio. Un esempio sono le trombe per il clacson sistemate sul muso, ma diverse "violenze" furono effettuate anche a livello meccanico. Nel 1959 la vettura fu venduta definitivamente al Museo Ford dove ancor oggi è possibile ammirarla.

#### Autotelaio n. 41.131 - Limousine Park Ward
È l'ultima Royale venduta ad un cliente. Nel 1933 fu infatti acquistata da un industriale inglese che nello stesso anno la fece carrozzare da Park Ward, un carrozziere noto in quegli anni e negli anni a venire per aver carrozzato auto di gran lusso, come per esempio molte Rolls-Royce. Tuttavia, il suo telaio venne approntato già nel 1932 assieme ai due telai delle Royale precedentemente descritte. La sua enorme carrozzeria limousine è resa ancor più imponente ed austera dall'assenza di una livrea bicolore, in pieno accordo con gli standard stilistici della carrozzeria Park Ward, da sempre incline ad uno stile più che sobrio.
Internamente è completamente tappezzata con tessuti di altissimo pregio. Nel 1946 fu acquistata da un altro facoltoso inglese, il quale dovette allargare i passaruota per ospitare gli enormi pneumatici da 24 pollici, gli unici che potevano essere adattati su una vettura di tali dimensioni nell'immediato dopoguerra, visto che la reperibilità mondiale di ricambi era assai carente dopo il disastro del secondo conflitto mondiale.
Dopo altri due passaggi di proprietà, oggigiorno la Limousine Park Ward è visibile alla Cité de l'automobile di Mulhouse, in Francia, assieme alla Coupé Napoléon.

#### Autotelaio n. 41.150 - Berline de Voyage

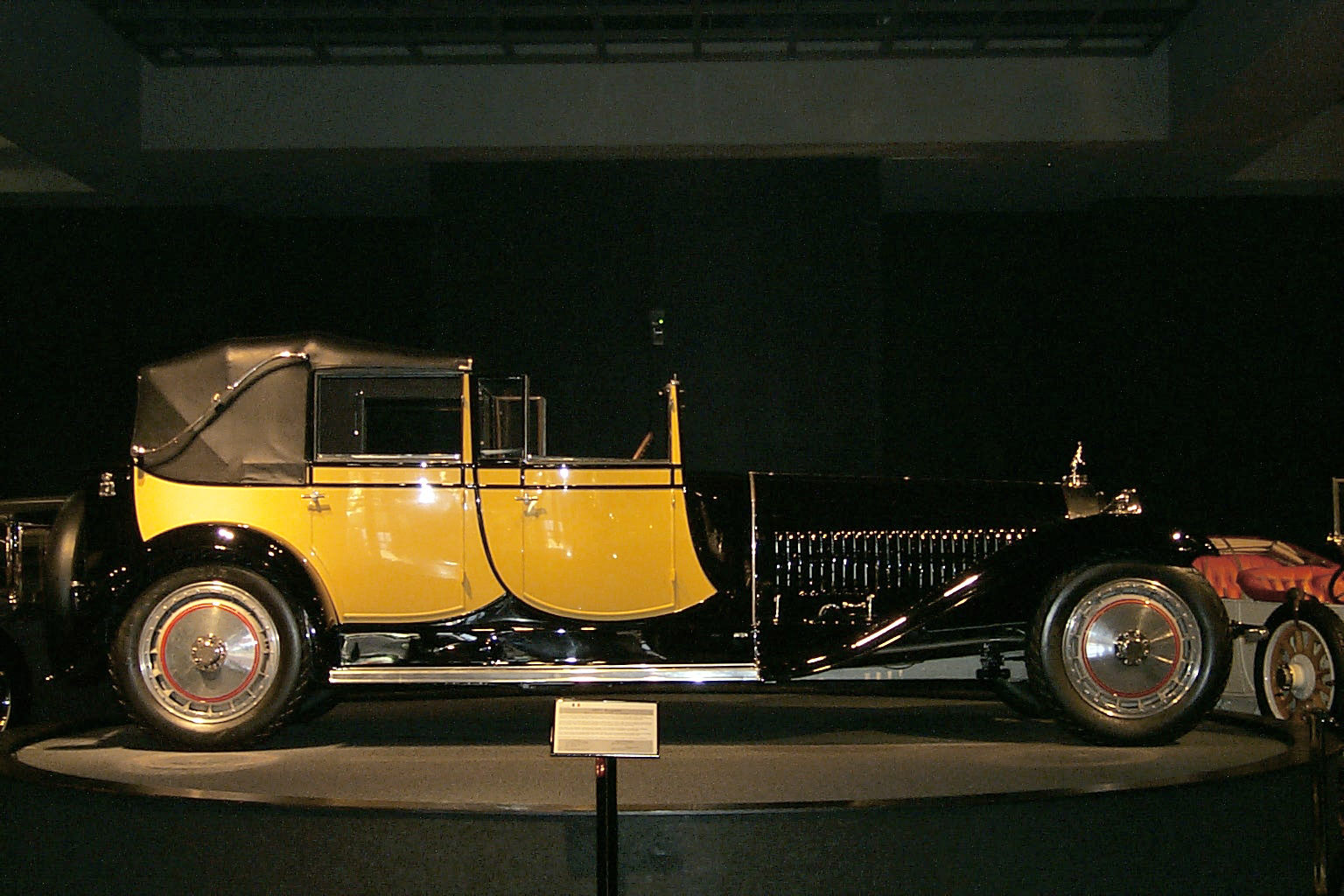
La Berline de Voyage

Disegnata da Ettore Bugatti, è considerata come la Royale che meglio esprime la personalità del patron della Casa francese che per la sua forma esteriore si ispirò alle carrozze ippotrainate, molto care al fondatore della casa, come peraltro già avvenne nel caso del prototipo, di cui si è parlato in precedenza e si parlerà anche più avanti. A differenza di molte altre Royale, questa venne disegnata infatti proprio dal patron della casa di Molsheim, seguendo esclusivamente quelli che erano i suoi gusti personali in fatto di vetture di lusso. Il tema della diligenza ippotrainata, già ampiamente riscontrabile nella carrozzeria coupé del prototipo, trova qui un'ulteriore interpretazione per mezzo del disegno che definisce la divisione delle zone nella sua carrozzeria bicolore gialla e nera. Tale disegno riprende in gran parte quello utilizzato per la carrozzeria coupé che a suo tempo "vestì" il prototipo a passo lungo prima di essere nuovamente ricarrozzato.
Carrozzata nel 1929, si tratta di una berlina con capote apribile (praticamente una torpedo di lusso), con livrea bicolore gialla e nera. Una delle curiosità relative a questa versione è ancora una volta il numero di telaio: pur essendo il più alto in ordine numerico, contraddistingue il secondo esemplare, o forse addirittura il primo, essendo stato questo telaio realizzato in contemporanea con la Coupé Napoléon. E con ques'ultima, la Berline de Voyage condivise un analogo destino: la vettura restò invenduta e fu conservata dalla famiglia Bugatti che per evitarne la requisizione durante l'occupazione nazista la nascose in una fattoria di Ermenonville. Fino al 1950 la Berline de Voyage rimase di proprietà della famiglia Bugatti, dopodiché venne ceduta insieme alla Royale coach Kellner all'imprenditore, pilota e collezionista americano Briggs Cunningham, dopodiché passò di mano diverse volte fino al 1986, quando fu acquistata dal proprietario americano di una catena mondiale di pizzerie.

#### Autotelaio n. 41.141 - Coach Kellner
Realizzata anch'essa nel 1932, fu utilizzata da Ettore Bugatti per il Salone di Londra di quell'anno. Era un'elegante coach con baule posteriore e verniciatura bicolore verde e azzurra. Alla kermesse londinese risultò essere la vettura più costosa fra quelle esposte in quanto arrivava a costare ben il triplo di una Rolls-Royce. Rimase in casa Bugatti fino al 1950, come la Berline de Voyage, ed anch'essa venne nascosta durante la Seconda Guerra Mondiale per evitare requisizioni da parte dei nazisti. Nel 1950 venne venduta dalla figlia di Bugatti insieme alla Berline de Voyage allo statunitense Briggs Cunningham, in cambio di poche migliaia di dollari e due frigoriferi General Electric, all'epoca introvabili in Francia. Rimasta nel museo privato di Cunningham fino alla sua chiusura nel 1986, nel 1987 fu venduta all'asta da Christie's allo svedese Hans Thulin per 5,5 milioni di sterline, ovvero 8,7 milioni di dollari. Nel 1989 Thulin la mise di nuovo all'asta a Las Vegas ma rifiutò un'offerta di 11,5 milioni di dollari, ma in seguito al suo crollo finanziario Thulin riuscì a venderla per 15,7 milioni di dollari alla Meitec Corporation giapponese dove è rimasta ferma per più dieci anni. In tempi più recenti risulta appartenente al broker svizzero Lukas Huni, pagata 10 milioni di sterline nel 2001.

#### La settima Royale - Replica Esders
Si tratta della replica della Roadster posseduta da Esders, che come già illustrato in precedenza sarebbe stata successivamente ricarrozzata come coupé De Ville dalla carrozzeria Binder. La storia di questa vettura risale al 1964, quando i ricchissimi fratelli Schlumpf, appassionati di Bugatti, provarono a convincere il collezionista americano Bill Harrah a vendere loro la vettura, oramai da tempo nella sua nuova veste di coupé De Ville. Di fronte al secco rifiuto di Harrah, i fratelli Schlumpf acquistarono un motore della Royale destinato all'uso su una motrice ferroviaria e a partire da tale unità motrice cominciarono i lavori di realizzazione di una replica pressoché perfetta della originale roadster. I lavori cominciarono nel 1976, ma furono interrotti qualche anno dopo per la confisca dei beni degli Schlumpf: essi infatti decisero di ridurre la superficie del loro stabilimento tessile per dedicare un'ala di quest'ultimo alla loro collezione di vetture d'epoca. Ciò comportò il licenziamento di una buona parte dei dipendenti di tale stabilimento, il che portò anche ad accese agitazioni sindacali. La questione arrivò in tribunale e comportò appunto la confisca dei beni degli Schlumpf per risarcire gli operai licenziati ed anche gli altri, visto che l'azienda venne a quel punto dichiarata fallita. Lo Stato, inizialment restìo ad ultimare i lavori relativi alla replica della roadster, si convinse in seguito di andare avanti con tale opera, visto l'enorme significato storico di questa vettura e delle sue "sorellastre". Anche la replica della roadster Esders è oggi visibile al Museo dell'Automobile di Mulhouse.

#### Il prototipo
Nel frattempo, mentre la produzione dei sei esemplari ufficiali di Royale si snodò tra la fine degli anni '20 e l'inizio degli anni '30 del secolo scorso, il prototipo con carrozzeria Packard ebbe una propria vita parallela, una vita piuttosto frenetica in cui fra l'altro cambiò "vestito" più volte: una prima volta poco dopo la famosa serie di viaggi di Ettore Bugatti, quando sul mastodontico telaio venne montata una carrozzeria coupé "hippomobile" (come venivano indicate dai francesi quelle coupé con la zona dell'abitacolo in stile rétro già in quegli anni e che ricordava da vicino le vecchie diligenze). All'inizio del 1929 lo stesso telaio venne ricarrozzato come limousine e durante lo stesso anno la carrozzeria Weymann lo rivestì per la quarta volta come coach: con questa carrozzeria, la Tipo 41, che ancora non possedeva le caratteristiche tecniche della Tipo 41 definitiva, partecipò anche a diversi concorsi di eleganza vincendone alcuni. 

Ma nel 1931 questo prototipo andò distrutto in seguito ad un incidente stradale: Ettore Bugatti si addormentò mentre era alla guida della vettura provocando così l'incidente, senza però particolari conseguenze per il patron della casa di Molsheim.
Di questo telaio originario non si seppe più nulla, ma il prototipo è stato ricostruito circa 80 anni dopo, nei primi anni '10 del XXI secolo, grazie all'impegno di una società olandese che raccolse una ingente quantità di materiale fotografico, documentazioni varie e pezzi di ricambio originali o ricostruiti laddove ne fosse stato impossibile il reperimento. Il lavoro richiese ben 15 anni partendo da un telaio nudo.
Anni dopo la sua uscita di scena, alcuni dei pochi esemplari di Tipo 41 prodotti furono acquistati dai fratelli Schlumpf per la loro collezione privata.

### Dati tecnici
- Motore: otto cilindri in linea, blocco cilindri in ghisa in fusione unica con la testata e i supporti di banco
- Alesaggio e corsa: 125 x 130 mm
- Cilindrata: 12763 cc
- Potenza massima: 278-300 CV a circa 2000 giri/min.
- Distribuzione: monoalbero a camme in testa a tre valvole per cilindro, due di aspirazione e una di scarico
- Alimentazione: un carburatore a doppio corpo con sistema di preriscaldamento della miscela
- Accensione: a magnete e spinterogeno con due candele per cilindro
- Trasmissione: meccanica a tre velocità, prima ridotta, seconda in presa diretta, terza surmoltiplicata. Cambio in blocco con il differenziale e frizione separata
- Trazione: posteriore
- Freni: a tamburo sulle quattro ruote
- Ruote: in lega leggera, pneumatici 170x980 mm. o 7x24 pollici
- Sospensioni: a balestre semiellittiche all'anteriore e due coppie di balestre quarto-ellittiche al posteriore
- Velocità massima: 160 km/h in presa diretta, stimata di 200 km/h in terza surmoltiplicata
- Passo: 4.318 mm
- Massa a vuoto: 3.175 kg

### Veicoli derivati

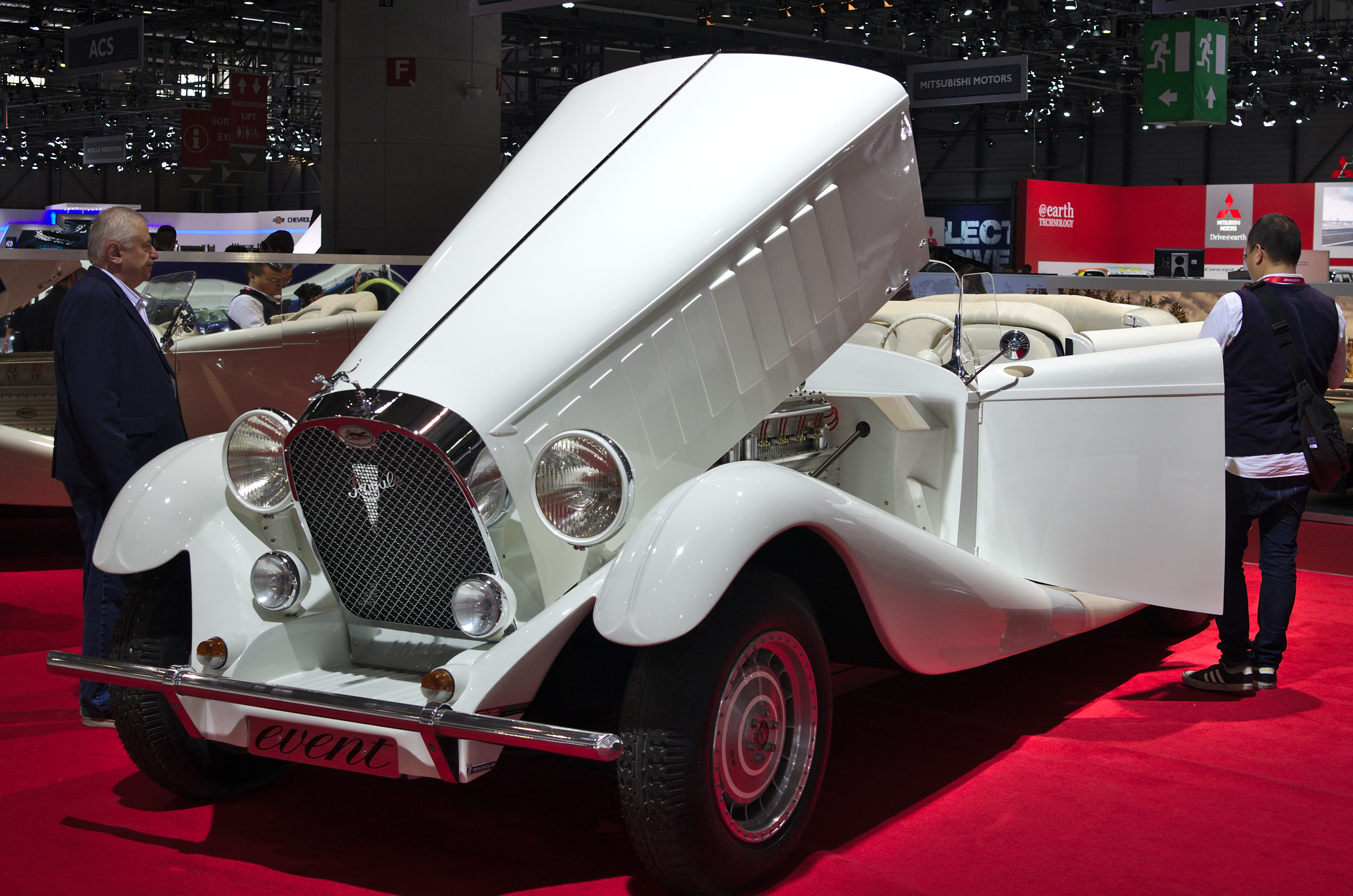
La Sbarro Royale

Dalla Royale prese spunto, nel 1974 la Panther Westwinds, per produrre un modello, la Panther De Ville, che ne ricalcava le linee estetiche ma ne modernizzava i contenuti meccanici.
Nel 1979 Franco Sbarro produsse una replica della Royale su commissione di un cittadino tedesco di nome Schnapka. Era dotata di due propulsori Rover V8 accoppiati a formare un motore 16 cilindri da 340 CV di potenza che le permetteva una velocità massima di 180 km/h. Il design combinava diversi elementi derivati dalla Royale Binder e dalla Royale Parkward. Come accessori disponeva di telefono di bordo, aria condizionata e vetri a prova di proiettile.